# Miland Station
Miland Station (Miland stasjon) var en jernbanestation på Rjukanbanen, der lå i byområdet Miland i Tinn kommune i Norge.
Stationen åbnede som holdeplads, da banen blev taget i brug 9. august 1909. Den blev opgraderet til station 1. maj 1917. I 1930'erne fik den forøget trafik, idet dampskibstrafikken på Tinnsjå blev indstillet, så al gods og passagerer måtte med jernbanen. Det gav Miland en vis betydning, hvor der i storhedstiden var op til elleve dagligvarebutikker, hoteller og en turistindustri. Siden gik det dog den anden vej. Stationen blev nedgraderet til trinbræt 14. april 1969, og året efter, 1. maj 1970, blev persontrafikken på banen indstillet. Stationen blev nedlagt sammen med banen 5. juli 1991.
Stationsbygningen blev opført til åbningen i 1909 efter tegninger af Thorvald Astrup. Den blev solgt fra som bolig i 1985 men blev revet ned i 1989 i forbindelse med udbygningen af Fylkesvei 37.